# Prieuré de Manthes
 (mars 2024).
Si vous disposez d'ouvrages ou d'articles de référence ou si vous connaissez des sites web de qualité traitant du thème abordé ici, merci de compléter l'article en donnant les références utiles à sa vérifiabilité et en les liant à la section « Notes et références ».
Le prieuré de Manthes est un prieuré fondé au  XIe siècle par les bénédictins de l'ordre de Cluny. Il est situé sur la commune de Manthes au nord du département de la Drôme.

## Histoire
Le prieuré de Manthes a dans sa dépendance trois autres prieurés ou obédiences : Charrière, Peaugres et Montchastain.

Manthes faisait partie des terres de Moras mais le prieur jouissait de quelques droits féodaux.

Au XIe siècle, le prieuré abrite six ou sept moines qui défrichent la région puis plus tard font l'élevage de vers à soie[réf. nécessaire].
Il est attesté au XIVe siècle sous le nom de prioratus de Mantula Cluniaci.

## Architecture
Seul le chevet de l'église est roman, comportant une abside et deux absidioles voûtées en cul de four[réf. nécessaire].
Les quatre grosses piles en tuf de la croisée sont surmontées de chapiteaux : trois ont des motifs végétaux alors que le quatrième représente une petite tête sculptée de la bouche de laquelle sort du feuillage (symbole de la parole) que l'on retrouve souvent dans l'art de la vallée du Rhône. La croisée est munie d'une voûte en berceau. On trouve des traces de peintures et de fresques, notamment sur la voûte de l'absidiole, dont le triangle de la Trinité[réf. nécessaire].
Le porche extérieur est composé de deux voussures en plein cintre surmontées de trois têtes sculptées pourvues de longues moustaches l'une à gauche, les deux autres à droite du vitrail représentant saint Georges. Ces têtes sont vraisemblablement issues de l'art gallo-romain pré-chrétien, récupérées alors sur un sanctuaire[réf. nécessaire].
On trouve dans le chœur un double vitrail représentant saint Pierre et saint Paul dont les têtes datent du XVIe siècle. Le reste de la verrière a été restauré au XXe siècle[réf. nécessaire].
Le clocher roman est trapu, quadrangulaire, de tradition viennoise. Il a été reconstruit au XVIe siècle en molasse. Il est composé de deux étages et percé, au deuxième niveau, de fenêtres géminées. En 1741, l'église manque d'être interdite étant donné son mauvais état (le clocher avait brûlé et le toit s'était écroulé). 
Il ne reste rien du prieuré clunisien, les éléments visibles aujourd'hui reflètent les XVe et XVIe siècles[réf. nécessaire].

## Légende
Une légende chrétienne raconte comment un fantôme apparut plusieurs fois à un prêtre nommé Étienne aux alentours du prieuré.

Un chevalier avait été enterré près de l'église de Manthes. Peu après, Étienne, traversant le bois voisin, entend le bruit d'une armée. Effrayé, il se cache. Le chevalier défunt à cheval s'arrête devant lui et lui demande une grâce. Il souffre d'horribles tourments pour n'avoir pas confessé deux péchés. Il demande alors à Étienne d'aller trouver son frère Anselme afin qu'il répare ses fautes et que lui puisse être délivré. Pour preuve de ses dires, Étienne ne trouvera plus l'argent qu'il avait caché pour aller à Compostelle[Quoi ?]. De plus, il est déjà apparu au chevalier Guillaume du château de Moras[Quoi ?]. Étienne, ne trouvant pas Anselme, ne put remplir sa tâche[réf. nécessaire].

## Liste des religieux et prêtres qui se sont succédé à Manthes
- 1460 - ? : Jean de Beauvoir, prieur ;
- 1568 - ? : Vivien ;
- ? - 1675 (décès) : Pierre Bourret ;
- ? - 1690 (départ) : Bagnoly ;
- 1690 - ? : Louis Perrin ;
- ? - déc. 1708 : Argoud ;
- 1708 - ? : Martignat ;
- 1721 - 1772 : Joseph Mouret
- 1789 - ? : Jean-François Quincieux ;
- 1792 - ? : Étienne Escoffier ;
- 1805 - ? : Jean-François Quincieux ;
- 1806 - ? : Hyacinthe Revol ;
- 1809 - ? : Jean-François Gondin ;
- 1821 - ? : Jean-Baptiste Antoine Giban ;
- 1829 - ? : Pierre Vassy ;
- 1838 - ? : Jean François Régis Perrier ;
- 1848 - 1862 : Joseph Montel ;
- 1862 - ? : Casimir Fiard ;
- 1877 - ? : André Bouvier ;
- 1884 - 1892 : Casimir Fiard ;
- 1892 - 1927 : Adolphe Fiard ;
- 1928 - 1933 : Hippolyte Peloux ;
- 1936 - 1938 : Paul Cabiro.

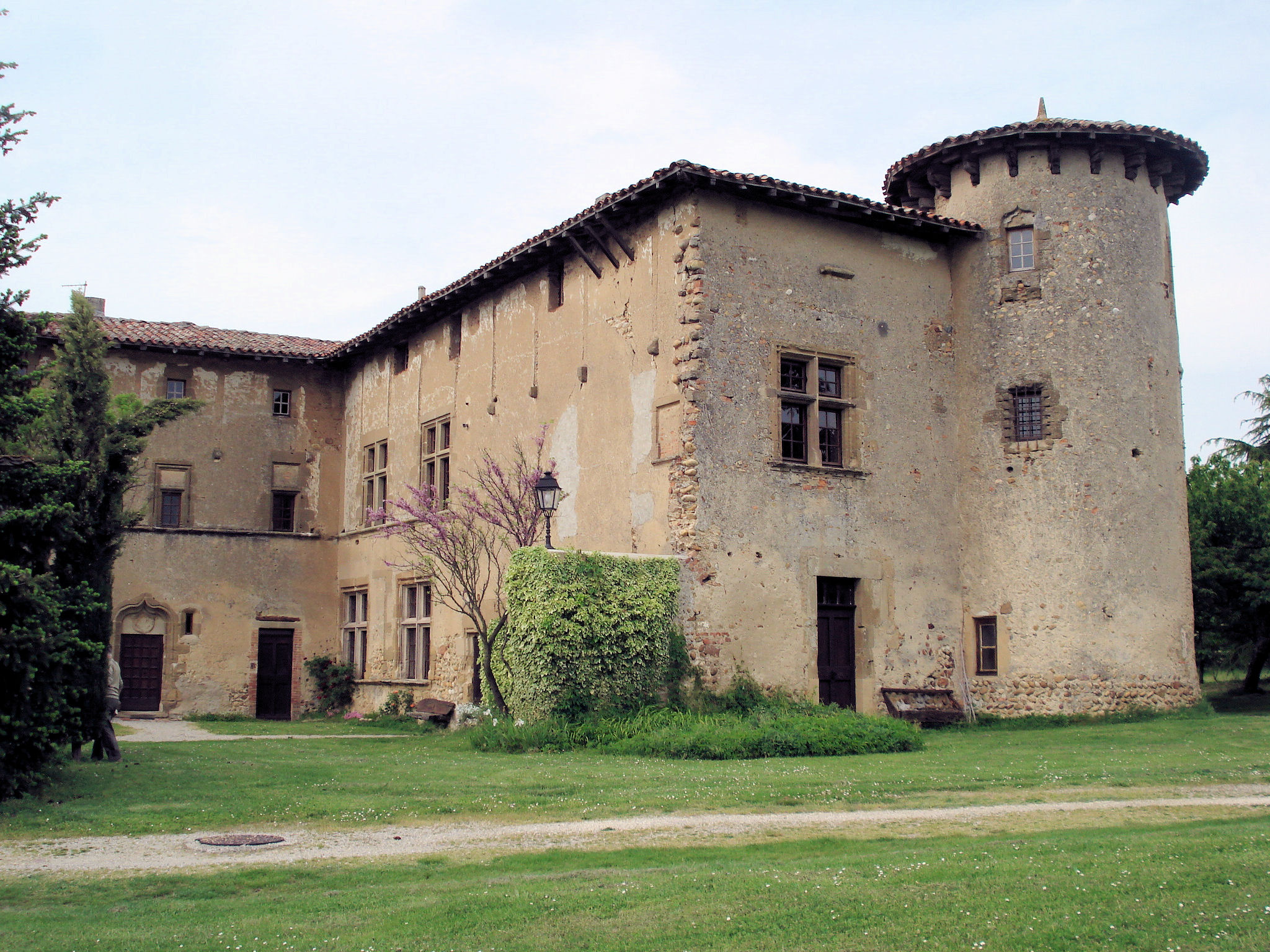
Prieuré.
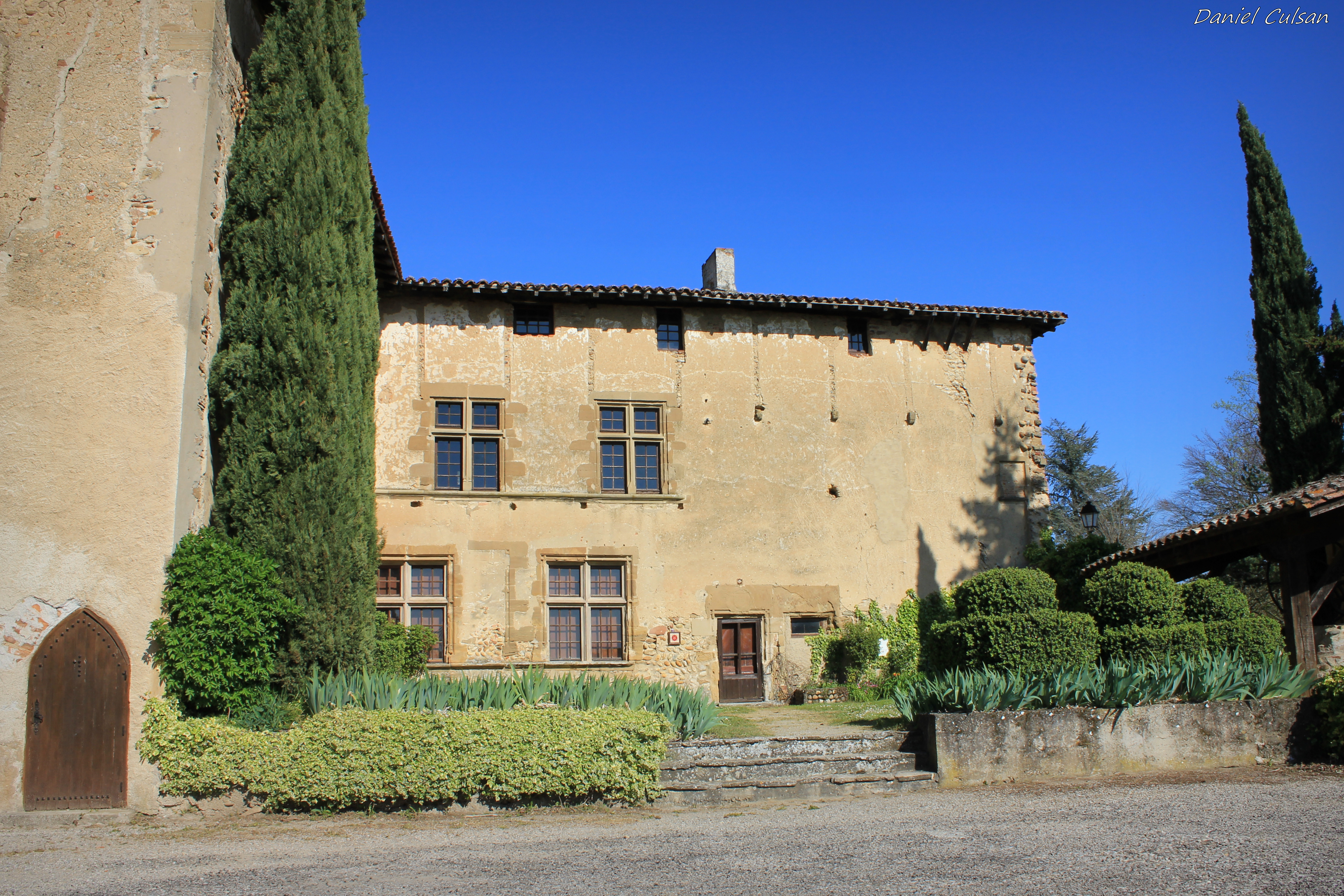
Maison du prieur.
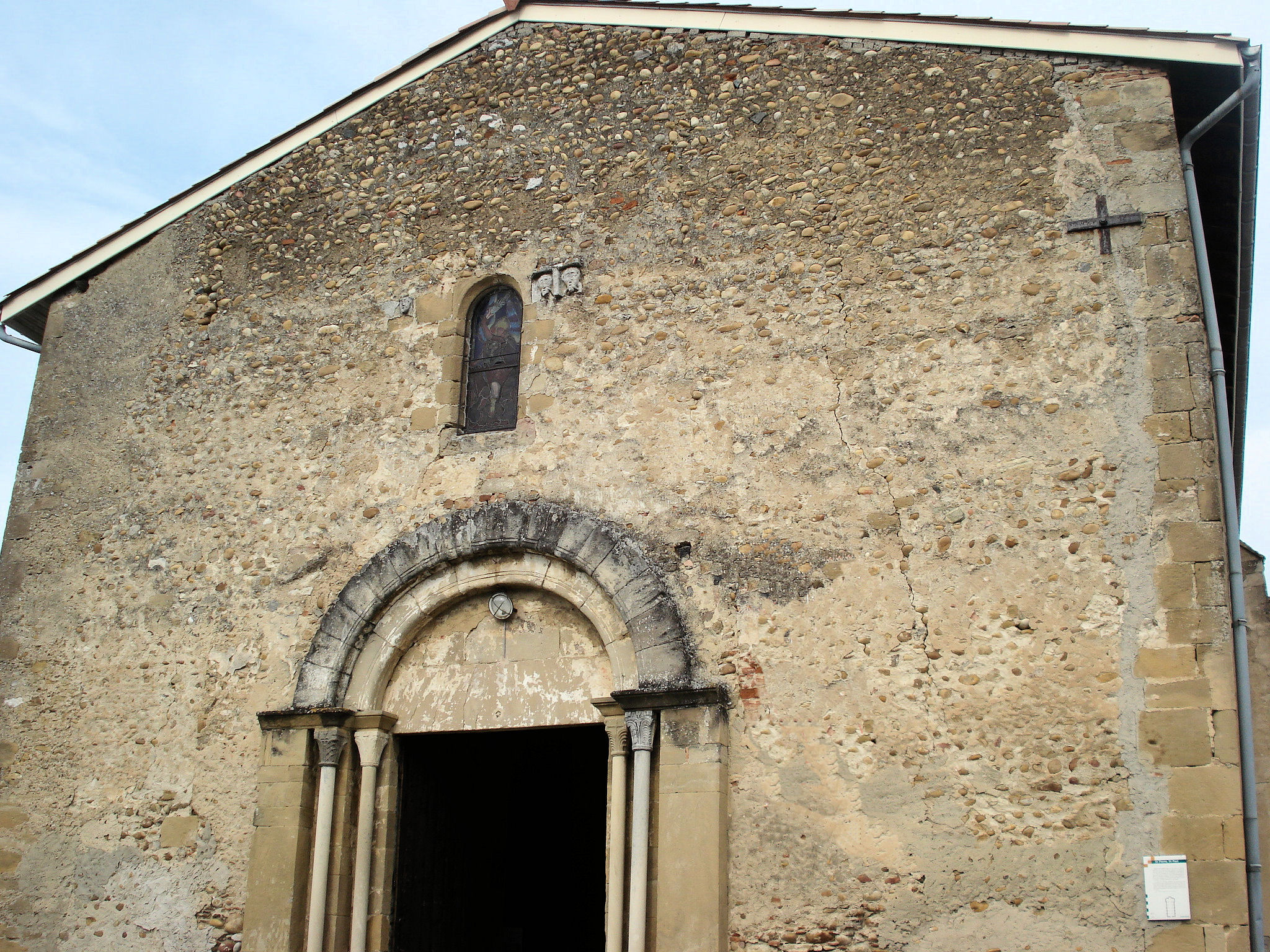
Portail du prieuré.
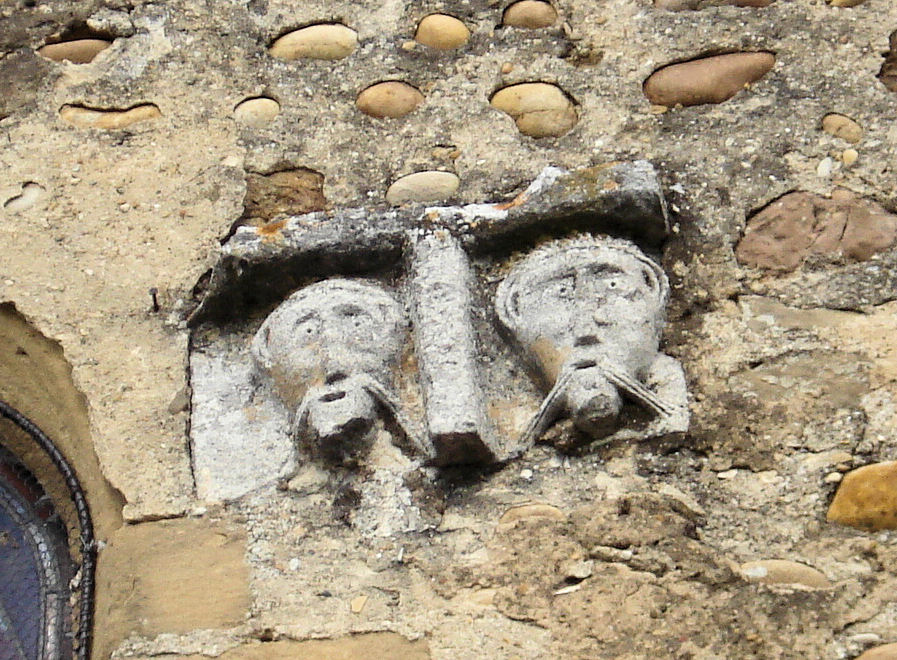
Têtes sculptées sur la façade de l'église.
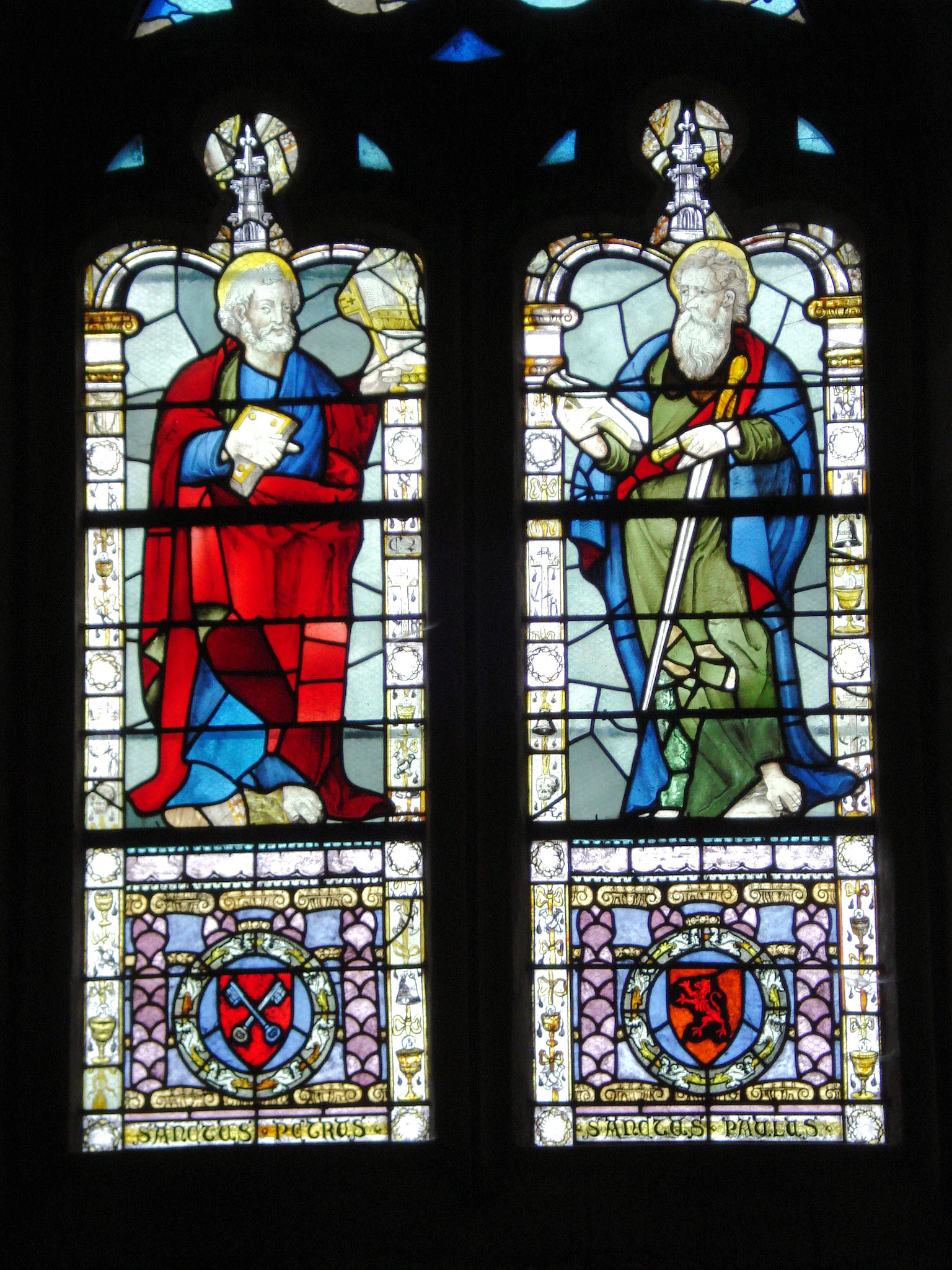
Vitrail du prieuré.